# サンブナンの原理

集中荷重Fから離れた領域では応力σが均一に負荷していると近似できる

サンブナンの原理（サンブナンのげんり、英: Saint-Venant's principle）とは、弾性力学において、弾性体の一部に作用している荷重をこれと静力学的に等価な荷重に置き換えても、荷重点から十分に遠く離れた領域では弾性体に生じる応力は同一になるという原理である。ここでいう等価な荷重とは、力および力のモーメントの総計が等しいことを指す。
1855年のアデマール・ジャン・クロード・バレー・ド・サン＝ブナン(Adhémar Jean Claude Barré de Saint-Venant)による発表に由来する。
この原理は、応力集中などによる高応力場の局所的な影響は遠方には及ばないと解釈することもでき、原理の適用範囲にあいまいさを含んでいるが実用上の応用価値は高い。
例えば、CAEなどを行なう際に、評価対象領域から十分離れた領域や評価対象とならない低応力部は単純化してモデル化できたり、場合によっては影響のない領域を削除することも可能である。あるいは実際の材料実験などでも、評価対象領域から十分離れて荷重をかける限り、等価な荷重であれば荷重のかけ方の差異は影響しないと見なして実験可能となる。